# Canal pancréatique accessoire

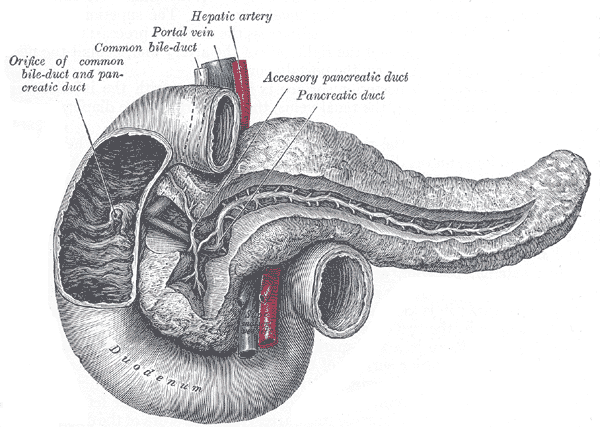
Représentation du canal pancréatique.

Le canal pancréatique accessoire, anciennement appelé canal de Santorini, provient du canal pancréatique majeur (chez 90 % des individus), avant sa jonction avec le conduit cholédoque. Il se jette dans la papille duodénale mineure (anciennement petite caroncule) du duodénum au niveau D2 (duodénum descendant).
Il fut découvert par G. Santorini anatomiste et médecin italien (1681-1737).
Il n'est pas présent chez tout le monde.
En cas de pancréas divisum, le canal pancréatique accessoire draine la majeure partie du pancréas.